# العلاقات الأرجنتينية الفيجية
العلاقات الأرجنتينية الفيجية هي العلاقات الثنائية التي تجمع بين الأرجنتين وفيجي.

## مقارنة بين البلدين
هذه مقارنة عامة ومرجعية للدولتين:
| وجه المقارنة                                              | الأرجنتين                                               | فيجي                                                                 |
| --------------------------------------------------------- | ------------------------------------------------------- | -------------------------------------------------------------------- |
| المساحة (كم2)                                             | 2.78 مليون                                              | 18.27 ألف                                                            |
| عدد السكان (نسمة)                                         | 44.27 مليون                                             | 915.30 ألف                                                           |
| الكثافة السكانية (ن./كم²)                                 | 15.92                                                   | 50.1                                                                 |
| العاصمة                                                   | بوينس آيرس                                              | سوفا                                                                 |
| اللغة الرسمية                                             | اللغة الإسبانية                                         | لغة إنجليزية، اللغة الفيجية، اللغة الفيجي الهندية، اللغة الهندستانية |
| العملة                                                    | البيزو الأرجنتيني 1983 ‏، بيزو أرجنتيني، أسترال أرجنتيني | دولار فيجي                                                           |
| الناتج المحلي الإجمالي (بليون دولار)                      | 637.59 مليار                                            | 5.06 مليار                                                           |
| الناتج المحلي الإجمالي (تعادل القوة الشرائية) بليون دولار | 883.02 مليار                                            | 8.32 مليار                                                           |
| الناتج المحلي الإجمالي الاسمي للفرد دولار أمريكي          | 13.43 ألف                                               | 4.96 ألف                                                             |
| الناتج المحلي الإجمالي للفرد دولار أمريكي                 |                                                         | 8.79 ألف                                                             |
| مؤشر التنمية البشرية                                      | 0.827                                                   | 0.727                                                                |
| رمز المكالمات الدولي                                      | +54                                                     | +679                                                                 |
| رمز الإنترنت                                              | .ar                                                     | .fj                                                                  |
| المنطقة الزمنية                                           | 00                                                      | ت ع م+12:00                                                          |

## منظمات دولية مشتركة
يشترك البلدان في عضوية مجموعة من المنظمات الدولية، منها:
| علم المنظمة | اسم المنظمة                               | تاريخ انضمام الأرجنتين | تاريخ انضمام فيجي |
| ----------- | ----------------------------------------- | ---------------------- | ----------------- |
|             | مؤسسة التنمية الدولية                     | 3 أغسطس 1962           | 29 سبتمبر 1972    |
|             | المنظمة الهيدروغرافية الدولية             | ?                      | ?                 |
|             | يونسكو                                    | 15 سبتمبر 1948         | 14 يوليو 1983     |
|             | مؤسسة التمويل الدولية                     | 13 أكتوبر 1959         | 12 يوليو 1979     |
|             | منظمة حظر الأسلحة الكيميائية              | ?                      | ?                 |
|             | الأمم المتحدة                             | 24 أكتوبر 1945         | 13 أكتوبر 1970    |
|             | الاتحاد الدولي للاتصالات                  | 1889                   | 5 مايو 1971       |
|             | منظمة الشرطة الجنائية الدولية             | ?                      | ?                 |
|             | البنك الدولي للإنشاء والتعمير             | 20 سبتمبر 1956         | 28 مايو 1971      |
|             | الاتحاد البريدي العالمي                   | ?                      | ?                 |
|             | المركز الدولي لتسوية المنازعات الاستشارية | 18 نوفمبر 1994         | 10 سبتمبر 1977    |
|             | وكالة ضمان الاستثمار متعدد الأطراف        | 11 فبراير 1992         | 24 سبتمبر 1990    |
|             | منظمة التجارة العالمية                    | ?                      | ?                 |

## وصلات خارجية
- موقع وزارة الخارجية الأرجنتينية
- موقع وزارة الخارجية الفيجية